# Idtagging
Se llama Idtagging al acto de editar y adjuntar a archivos sonoros capaces de contener etiquetas de metadatos (conocidos como ID tags), alojando en ellos la información relativa al contenido sonoro del archivo como: autor, título, año, género, y otros. Ordena los archivos mp3, utilizando las ID tags del propio archivo y normaliza esta información ya sea ajustándola a criterios personales o generales.

## Tareas

### Documentación
- Buscar, completar o descargar la información necesaria: puede o suele implicar, además, descargarse la o las carátulas del álbum.
- Utilizar la propia página web para encontrar los datos que necesitemos: buscando en el propio sello editor del álbum, en la web del propio artista, en amazon.com, o en directorios como discogs.com, muy populares para música electrónica y hip-hop.

### Edición de las ID tags
- La edición de los ID tags de los mp3, se puede realizar individualmente para temas sueltos, o en grupo: editando simultáneamente un valor para todos los archivos de un álbum, sin alterar el resto.
- La edición de las ID tags se suele realizar en el programa habitual para escuchar mp3: iTunes, WinAmp, musicmatch, tres de los reproductores de sobremesa más extendidos, lo permiten realizar, con mucha facilidad. No obstante, hay programas dedicados exclusivamente, al Idtagging.

Hay tantos criterios para organizar físicamente los archivos de mp3 y las ID tags, cómo personas, lo importante es ajustarse al criterio de cada uno. Considerando además, la existencia de las listas de reproducción internas de cada programa, que requieren una organización paralela, el cuidado debe ser mayor.

### Alojamiento en disco
- Puede implicar: seguir un mismo criterio, para ello. Si bien no altera los valores de las ID tags, sino el propio nombre del archivo.
- Creación/modificación/jerarquía de la localización física de los archivos mp3.
- La organización de las listas de reproducción y edición de ID tags, puede modificar la localización física de los archivos: caso iTunes, si eliges la opción: permitir que iTunes organice la librería y la opción: copiar música en la carpeta iTunes Music: en este caso crea una carpeta para cada artista y dentro de ella una para cada álbum. Otros programas funcionan diferente, el winAmp, no modifica la localización física de los archivos por defecto, más bien se suele adjuntar en la carpeta del álbum, un archivo m3u que es la propia lista de reproducción.

Opcional: encontrar y descargar una imagen de la carátula del álbum.

## Carátulas
Suele ser habitual tener una imagen pequeña (ej.: 300×300) alojada en la propia carpeta del álbum, a nivel con los mp3, que contenga la(s) carátula(s). Ello permite su display en tu programa o en el iPod.